# Le Regard d'une mère
Le Regard d'une mère (Tell Me No Lies) est un téléfilm canadien réalisé par Michael Scott et diffusé aux États-Unis le 7 mai 2007 sur Lifetime.

## Synopsis
Sam est une jeune lycéenne rebelle qui inquiète sa mère. Un soir, elle est témoin d'un meurtre de la part d'un groupe de jeunes de son lycée. Elle a un problème lorsque des garçons se rendent compte qu'elle les a vus et menacent de la tuer si elle parle.

## Fiche technique
- Réalisation : Michael Scott
- Scénario : Rick Drew
- Société de production : Front Street Pictures
- Durée : 95 minutes
- Pays :  Canada

## Distribution
- Kelly Rutherford (VF : Céline Duhamel) : Laura Cooper
- Kirsten Prout (VF : Marie-Eugénie Maréchal) : Samantha Cooper
- Jesse Moss (VF : Alexis Tomassian) : Jordan Bates
- Jesse Haddock : Derek Russell
- Andrew Francis (VF : Christophe Lemoine) : Glenn
- Andrea Whitburn (VF : Chloé Berthier) : Tori
- Eileen Barrett : Bunny
- David Allan Pearson (VF : Jacques Bouanich) : Gordon Russell
- Samantha Ferris (VF : Josiane Pinson) : Shawna
- Eric Keenleyside (VF : Thierry Murzeau) : le chef Bates
- BJ Harrison : le principal Myers
- Aidan Kahn : Alex Mills
- Stephen Spender (VF : Damien Ferrette) : l'officier Brady Thomas
- Grace Bauer : Nancy Russell

Source et légende : Version française (VF) sur Doublagissimo